# 華城連環殺人案
華城連環殺人案（：／ Hwaseongyeonswaesarinsageon）指的是1986年9月15日至1991年4月3日間，發生在韩国京畿道華城郡（現華城市）附近村莊的10起姦殺案。被广泛报导的总共有10名女子受害，1人倖存。後續有被調查出除了原本認知的10起殺人案外，李春在亦和其他數起發生在華城和清州的殺人案有關。行兇過程幾乎都是先綁架，再強姦，最後勒斃。最后一起案件在2006年4月3日超過15年的法律追訴期。2019年9月份，警方通过DNA对比发现疑犯并重啟調查，疑犯李春在（韓語：이춘재）因奸杀自己小姨子（妻妹）的案件自1994年以来一直在服刑，他随后承認犯下「華城連環殺人案」10起，外加其他5起奸杀、30起强奸或强奸未遂案件。

## 連環殺人案過程

### 1986年
9月15日，71歲從事農業的老婦李完任在9月14日從女兒家投宿完後，在回家途中遇害。隔天被發現陳屍於田地，下半身赤裸。手腳以X字綑綁，趴在田地上，死因是勒死。
10月20日，25歲女子朴賢淑在晚間8時相親完後，在前往巴士站的途中遇害。手法同上。雖然胸口有4處類似螺絲起子造成的傷口，但死因是勒死。
12月12日，24歲主婦權正紛與丈夫聚餐完後，於晚間11時搭巴士的回家途中失蹤（丈夫聚餐後返回了公司），131天後遺體在距離自家只有50米的稻田田埂被發現。不過遺體已經腐爛，死者的臉上被蓋上內褲，死因是勒死。是華城連續殺人案事件中最久被發現的受害者。
12月14日，23歲公司女職員李桂淑在水原市的咖啡店相親完後，於晚間11時搭乘巴士的回家途中失蹤。7日後，被發現了遺體在稻田的田埂，現場堆積了許多芝麻，雙手被胸罩反綁，頭被蓋上緊身短褲，死因是勒死。

### 1987年
1月10日，18歲女學生洪真英於晚間8時50分放學與朋友分開後獨自乘坐巴士，之後為行蹤不明，隔日在田地中發現遺體。雙手反綁，嘴巴被襪子塞住，死因是被圍巾勒死，衣服被脫掉後再蓋到身體上。
5月2日，30歲主婦朴恩珠於晚間11時從家中拿了2把雨傘準備接送丈夫的途中遇害。上半身赤裸，死因是被胸罩勒死，丈夫家中被強制搜索。

### 1988年
9月7日，52歲主婦安基順在幫助完長子經營的食堂之後，於晚間9時30分在歸途途中遇害。被發現遺體在農水路小河附近的草叢，陰道被放入桃子的碎片，雙手被胸罩反綁，嘴巴被襪子和手帕塞住，死因是勒死。犯罪現場是從水原市相隔了29公里的地方，巴士司機稱有目擊到嫌犯。
9月16日，13歲少女朴相熙上午6時50分被母親發現死在自己的房間裡，後通過現場遺留的陰毛證實犯罪嫌疑人為時年22歲的尹城汝。尹城汝因單戀就讀高中的被害人的姊姊，認為被害人的姊姊晚上會睡在該房間，遂於晚上通過破壞窗戶紙侵入房間，對被害人施暴後用手勒死。警察認為該案與其他華城連環殺人案無關，属于一起模仿案件。
此後華城連環殺人案嫌犯兩年未犯案。尹城汝后被起诉，入狱服刑至2010年出狱。媒体对于此案有其他说法：韓聯社报导该案嫌犯时至2019年依然在逃；有媒体报导说，这一案件李春在也称是自己犯下的。
尹城汝在蒙冤32年後，於2019年11月向法院聲請再審，法院於2020年1月重啟審判。在本案的再審程序中，李春在以證人身分出庭，坦誠其為真兇。
尹城汝終於2020年12月獲判無罪，水原地方法院承審法官於宣判時，對於司法機關基於調查不實而做出錯誤判決、未能發揮其作為維護人權最後堡壘的功能，向遭受多年來飽受痛苦並經歷20年牢獄之災的被告致上歉意：「被告人經歷長期的牢獄之災，在精神與肉體上皆承受巨大的痛苦，作為司法機關的一員，我在此致上歉意，期盼這場宣判能助被告洗清污名、恢復名聲。」
法院作出無罪判決後，韓國警方與檢調單位也就此案正式公開道歉。

### 1990年
11月15日，一名13歲的女學生金美淨在她的生日當天獨自回家，當時她和朋友在地下道分開。然而，在晚間6時30分左右，當她經過石料店後的山野時遭到強姦和謀殺。第二天，在金美淨的父母和警察的陪同下，她的屍體被在同一地點發現。遺體被松樹樹枝所掩蓋，全身只剩下內褲，雙手雙腳被反綁，嘴巴被塞上胸罩，胸口有兩處刀傷。此外，她的陰道內有圓珠筆、叉子和湯匙等物品。經法醫解剖後，發現她的胃內仍有未消化的食物。通常，這種情況是在進食後兩個小時內才會發生。死者的母親證實當天早上為她準備了便當，這表明死者在遇害前曾被迫吃完了裡面的食物。
這起案件的部分細節有在電影《殺人回憶》以金昭顯的角色真實還原，該角色由禹高奈(韓語：우고나)飾演。

### 1991年
4月3日，69歲無業老婦權順相於晚間9時在回家途中遇害，陳屍在距離自家150米以外的松林。下半身只剩內褲。陰道被塞入襪子，死因是被長筒襪勒斃，此為被称为“華城連環殺人案”已曝光被害者的最後一宗案件。（據李春在說法，實際上此案件後數年裡還犯下了其他5起案件，但被害者還未被曝光。）

## 警方調查
負責調查此案的是前總警河昇均（案發時警銜為警衛），為水原警署刑事係長，負責搜查本部的一個小組，並參與第4至第9宗案件的調查，於2006年退休，2020年因心臟病逝世，享年74歲。

## 后續發展
此案件在當時的韓國引起了轟動，雖然動員了205萬人次的警察和軍人，調查了21280個嫌犯，鑑定570組的DNA、180根毛髮、40116枚指紋，但還是一無所獲。被調查的嫌疑犯之中包含了現今確認的兇手李春在，但是因為血型和當時證據不符合（後續推測可能血液樣本有交互污染），加上李當時沒有任何不良背景因此錯放。
2001年4月3日，10起連環殺人案中的最后一起的10年民事追诉期结束，受害人家屬失去对凶手提出民事訴訟的权利。
2003年由奉俊昊執導、讲述華城連環殺人案的電影《殺人回憶》获得了国内和国际的关注，重启大众对该案件的兴趣。
2006年4月3日，10起案件中最后一起的15年刑事追诉期正式结束，意味著今後就算找到兇手，也不能在法律上对之进行任何起诉。
2019年9月，韓國警方宣布案情重大突破。

## 破获嫌犯
2019年9月19日，警方召開記者會，宣佈案情有重大突破。南韓國家科學搜查研究院一個月前從犯罪數據庫中，比對出了一名56歲的男子，證實其與當年連環殺人案當中第五、七和九宗案件兇手的DNA一致。嫌犯因其他案件正在獄中服刑。虽然法律追訴期已過，无法起诉嫌犯，但警方依然组织57人獨立調查組重新啟動调查。警方于数日后公布了嫌犯李春在的名字和照片。
10月1日，警方召開記者會宣佈李春在已經承認犯下「華城連環殺人案」10起殺人案中的9起，外加其他案件。

## 案情突破

### 兇手
李春在（： Lee Choon-jae；1963年1月31日—）出生于華城郡。他於1994年1月13日強姦並殺害了自己的小姨子（妻妹），随后被逮捕，于次年被判終身監禁，在獄中服刑至今。

### 奸杀妻妹案件
1993年12月，李春在的妻子离家出走。李春在于1994年1月13日邀请19岁的妻妹前来，然后对其下药、强奸和谋杀。1月18日，李春在被捕，但拒绝承认罪行。当年5月，李春在被判处死刑。9月，法院维持原判。但大韩民国大法院1995年重审案件，改判终身监禁，监禁20年可假释。

### 其他受害者
在10起被称为“华城连环杀人案”的强奸杀人案之中，李春在于2019年10月1日承认犯下了9起案件，並在4日脫口承認第8起朴相熙事件也為自己所犯下的，此外，他还承认犯下了其他5起现暂未公开的强奸杀人案，以及约30起性犯罪或犯罪未遂案件。

## 遇害者名单
| 華城連環殺人案序号 | 李春在涉嫌犯案序号 | 日期           | 地点                            | 遇害者汉字姓名 | 遇害者韩文姓名 | 遇害者年龄 | 说明                                                          |
| ------------------ | ------------------ | -------------- | ------------------------------- | -------------- | -------------- | ---------- | ------------------------------------------------------------- |
| 1                  | 1                  | 1986年9月15日  | 華城郡安寧里（今 花山洞）田地   | 李完任         | 이완임         | 71         | 2001年9月14日0時訴訟時效結束                                  |
| 2                  | 2                  | 1986年10月20日 | 華城郡陳雁里（今 陳雁洞）水沟   | 朴贤淑         | 박현숙         | 25         | 2001年10月19日0時訴訟時效結束                                 |
| 3                  | 3                  | 1986年12月12日 | 華城郡安寧里（今 花山洞）田堤   | 权正纷         | 권정분         | 24         | 2001年12月11日0時訴訟時效結束                                 |
| 4                  | 4                  | 1986年12月14日 | 正南面官項里 水沟               | 李桂淑         | 이계숙         | 23         | 2001年12月13日0時訴訟時效結束                                 |
| 5                  | 5                  | 1987年1月10日  | 華城郡黄鸡里（今 花山洞）稻田   | 洪真英         | 홍진영         | 18         | 2002年1月9日0時訴訟時效結束                                   |
| 6                  | 6                  | 1987年5月2日   | 華城郡陳雁里（今 陳雁洞）山野   | 朴恩珠         | 박은주         | 30         | 2002年5月1日0時訴訟時效結束                                   |
| 7                  | 7                  | 1988年9月7日   | 八灘面佳才里 水沟               | 安基顺         | 안기순         | 54         | 2003年9月6日0時訴訟時效結束                                   |
| 8                  | 8                  | 1988年9月16日  | 華城郡陳雁里（今 陳雁洞）       | 朴相熙         | 박상희         | 13         | 1989年7月27日，尹城汝（22歲）被捕。李春在聲稱此案也是為他所犯 |
| 9                  | 9                  | 1990年11月15日 | 華城郡餅店洞（今 餅店1洞）山野  | 金美净         | 김미정         | 13         | 2005年11月14日0時訴訟時效結束                                 |
| 10                 | 10                 | 1991年4月3日   | 東灘面盤松里（今 東灘1洞）山野  | 权顺相         | 권순상         | 69         | 2006年4月2日0時訴訟時效結束                                   |
|                    | 11                 | 1987年12月24日 | 水原市八達區華西站附近稻田      | 金美順         | 김미순         | 18         | 李春在承認另外5宗犯下的強姦殺人案之一                         |
|                    | 12                 | 1989年7月7日   | 華城郡餅店5里（今 餅店洞）山野  | 金賢貞         | 김현정         | 8          | 李春在承認另外5宗犯下的強姦殺人案之一                         |
|                    | 13                 | 1991年1月26日  | 清州市佳景洞住宅建築工地        | 朴姓女子       | 박모           | 17         | 李春在承認另外5宗犯下的強姦殺人案之一                         |
|                    | 14                 | 1991年3月7日   | 清州市南州洞出租房屋            | 金姓主婦       | 김모           | 29         | 李春在承認另外5宗犯下的強姦殺人案之一                         |
|                    | 15                 | 1992年6月24日  | 清州市福臺洞（今 興德區福臺洞） | 李姓主婦       | 이모           | 28         | 李春在承認另外5宗犯下的強姦殺人案之一                         |
|                    | 16                 | 1994年1月13日  | 清州市福臺洞（今 興德區福臺洞） | 李姓女子       | 이모           | 19         | 李春在的妻妹，李春在因此案被捕并判处终身监禁                  |

注：
- 表格中仅列出被谋杀的受害者。華城案还另有1名逃脱的幸存者。李春在供述的非谋杀的强奸和强奸未遂案件受害者还有约30名（均未公布姓名等细节）
- 不同媒体报导的受害者年龄可能会有±1岁的差异
- 从案件之日算起10年为民事追诉期，15年为刑事追诉期

## 相關作品
- 2003年放映的、由奉俊昊執導的電影《殺人回憶》就是描述該案。
- 2012年放映的、由鄭炳吉執導的電影《殺人告白》讲述了一个连环杀人凶手在追诉期后出书描述杀人经过的故事，被认为是以華城殺人案为基础虚构的。[35]
- 2017年放映的、由入江悠執導的《第22年的告白：我是殺人犯》是《殺人告白》的日本版翻拍电影。
- 2014年播出的、由TVN製作的電視劇《岬童夷》以此事件作為故事主軸，延續事後發展。
- 2016年播出的、由TVN製作的電視劇《Signal》使用了華城殺人案。
- 2018年播出的、日本關西電視台拍摄的電視劇《Signal 長期未解決事件搜查班》是《Signal》的日本翻拍版。
- 2019年11月30日，SBS電視台製作的節目《想知道真相》第1184集。
- 2017年播出的、由OCN製作的電視劇《隧道》以此事件改編而成。
- 2017年放映的、由朴勳政執導的電影《V.I.P.》，也是以該案為故事主軸，輔以南北韓的政治為背景。
- 2018年播出的、由MBC製作的電視劇《檢法男女》，其中的第27集以此案件來改編。